# Bașibuzuci

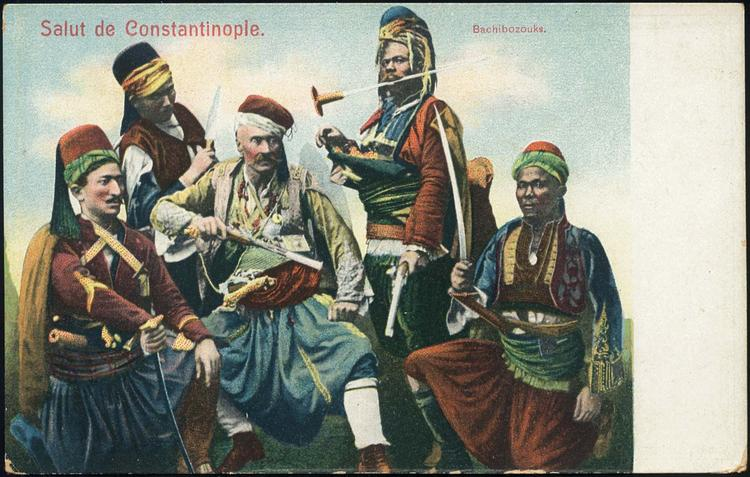
Bașibuzuci pe o carte poștală din Imperiul Otoman

Bașibuzuci (în turcă Bașıbozuk de la baș - cap și bozuk - rupt, deteriorat, Pl bașıbozuklar)  au fost, în secolele XIX și XX, soldați turci timpurii, trupele neregulate de selecție voluntară.

## Descriere
Unitățile de bașibuzuci au fost recrutate din populația musulmană a Imperiului Otoman cucerită: albanezi (arnăuți), arabi, cerchezi , kabili și kurzi .  Deși au constat din soldați bătuți, ei erau în mod obișnuit considerați nepedepsiți și jefuitori și, în consecință, devin în curând sinonimi cu hoți înarmați.  Echipate cu propriile arme și proprii cai, au rămas sub comanda propriilor lor ofițeri, dar au fost caracterizați de o lipsă flagrantă de disciplină. 
Ca un tip separat de trupe apărut în secolul al optsprezecelea, participând în Egipt la bătăliile cu armata napoleoniană .  Numele  fost stabilit și popularizat în timpul războiului din Crimeea , când numărul unităților lor a ajuns la 40.000.  Au operat la periferia principalelor forțe sau în zonele de graniță ca trupe auxiliare.  În Europa, ei au câștigat publicitate notoriu după numeroasele atrocități comise împotriva prizonierilor de război și în special împotriva civililor. Omar Pașa fost forțat să elibereze o parte considerabilă a serviciului său, iar alții să se alăture armatei regulate. 

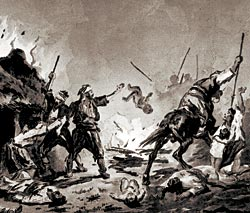
Atrocitățile comise în timpul războiului în Bulgaria (1877)

Ei au fost folosite pentru a combate revolta din Bosnia și Herțegovina în 1885, mai ales în timpul așa-numitei Revolte din aprilie din Bulgaria în 1876.  În fața rebeliunii bulgare, au fost mobilizați până la 80.000 bașibuzuci sub comanda comandanților locali.  Mișcarea insurgentă a fost de obicei suprimată de trupele locale chiar înainte de sosirea armatei regulate (inclusiv în Strelcea , Klisura și Petrici).  După bătălii feroce, nu au reușit să distrugă apărarea bulgarilor din Peruștița, dar au capturat  Batak , unde a existat un cunoscut masacru al populației (așa-numitul Masacrul de la Batak din mai 1876)  .  În munți mai târziu, bașibuzucii în mod eficient au lichidat cetele revoluționarilor.  În timpul pacificării au ars multe sate și au distrus câteva mănăstiri .  Foarte numeroase au fost victimele execuțiilor publice și răzbunarea colectivă a populației civile din Filipopolu ( Plovdiv )  .  Ca urmare a acțiunilor lor, inclusiv uciderea femeilor și copiilor fără apărare, arderea locurilor și distrugerea averilor lor, aproximativ 12 000 de creștini bulgari au fost uciși  . 
La puțin timp după aceea, în timpul războiului care a condus la eliberarea Bulgariei , au fost recrutați până la 50 000; cu toate acestea, a fost greu menținut sub comanda unor ofițeri foarte subordonați.  Neavând un rol semnificativ în marile ciocniri, au întreprins acțiuni care au întârziat și împiedicat marșul armatei țariste, alături de terorizarea poporului care favoriza rușii.  Cruzimea lor neobișnuită a provocat reacții vii în Europa, ceea ce a dus în cele din urmă la renunțarea utilizării lor de către turci. 
În timpul războiului din Crimeea, francezii au recrutat, de asemenea, o serie de bașibuzuci, încercând să le dea organizarea regulată.  Este de asemenea cunoscut faptul că în 1886-88, italienii din Eritreea au înrolat pentru cercetare și ca o infanterie ușoară niște bașibuzuci, dintre care ofițerii și-au impus disciplina prin intermediul unui kurbaj  . 
În trecut, aceste titluri au fost folosite în română figurativ cineva care a fost desfrânat, arbitrar, nesupus (în special în ceea ce privește copiii) - de exemplu, "se comportă ca un bașibuzuc"  . 